# Jean Piat
Jean Piat (Lannoy, 1924. szeptember 23. – Párizs, 2018. szeptember 18.) francia színész.

## Filmjei
- Rouletabille joue et gagne (1947)
- A sánta ördög (Le diable boiteux) (1948)
- Rouletabille contre la dame de pique (1948)
- Clara de Montargis (1951)
- Le chasseur de chez Maxim's (1953)
- Napóleon (1955)
- Le bourgeois gentilhomme (1958)
- Le malade imaginaire (1959, tv-film)
- Le mariage de Figaro (1959)
- Les maris de Léontine (1959, tv-film)
- Le barbier de Séville ou La précaution inutile (1960, tv-film)
- Amédée et les messieurs en rang (1960, tv-film)
- Párizsi kaland (Les moutons de Panurge) (1961)
- Treize contes de Maupassant (1963, tv-film)
- Un voyageur (1963, tv-film)
- Maillan 33-33 (1964, tv-film)
- Lagardère lovag kalandjai (Lagardère) (1967, tv-film)
- Au théâtre ce soir (1967–1972, tv-sorozat, három epizódban)
- Der Turm der verbotenen Liebe (1968)
- Tejút (La voie lactée) (1969)
- Futó zápor (Le passager de la pluie) (1970)
- Monsieur de Pourceaugnac (1970, tv-film)
- Les fausses confidences (1971, tv-film)
- Ruy Blas (1972, tv-film)
- A császár kémje (Schulmeister, espion de l'empereur) (1972, tv-sorozat, egy epizódban)
- Les rois maudits (1972–1973, tv-film)
- A rivális (La rivale) (1974)
- Chantecler (1977, tv-film)
- Ciao, les mecs (1979)
- Lányok (Les jeunes filles) (1979, tv-film)
- À nous de jouer (1981, tv-film)
- Une mauvaise rencontre (1981, tv-film)
- Emmenez-moi au théâtre (1982–1984, tv-sorozat, három epizódban)
- L'étiquette (1986, tv-film)
- L'affaire Saint-Romans (1988, tv-film)
- A majmok kastélya (Le château des singes) (1999, hang)
- Kaena – A prófécia (Kaena: La prophétie) (2003, hang)
- Lucky Luke – Irány a vadnyugat (Tous à l'Ouest: Une aventure de Lucky Luke) (2007, hang)
- La maison du lac (2009, tv-film)